# Absaroka Range

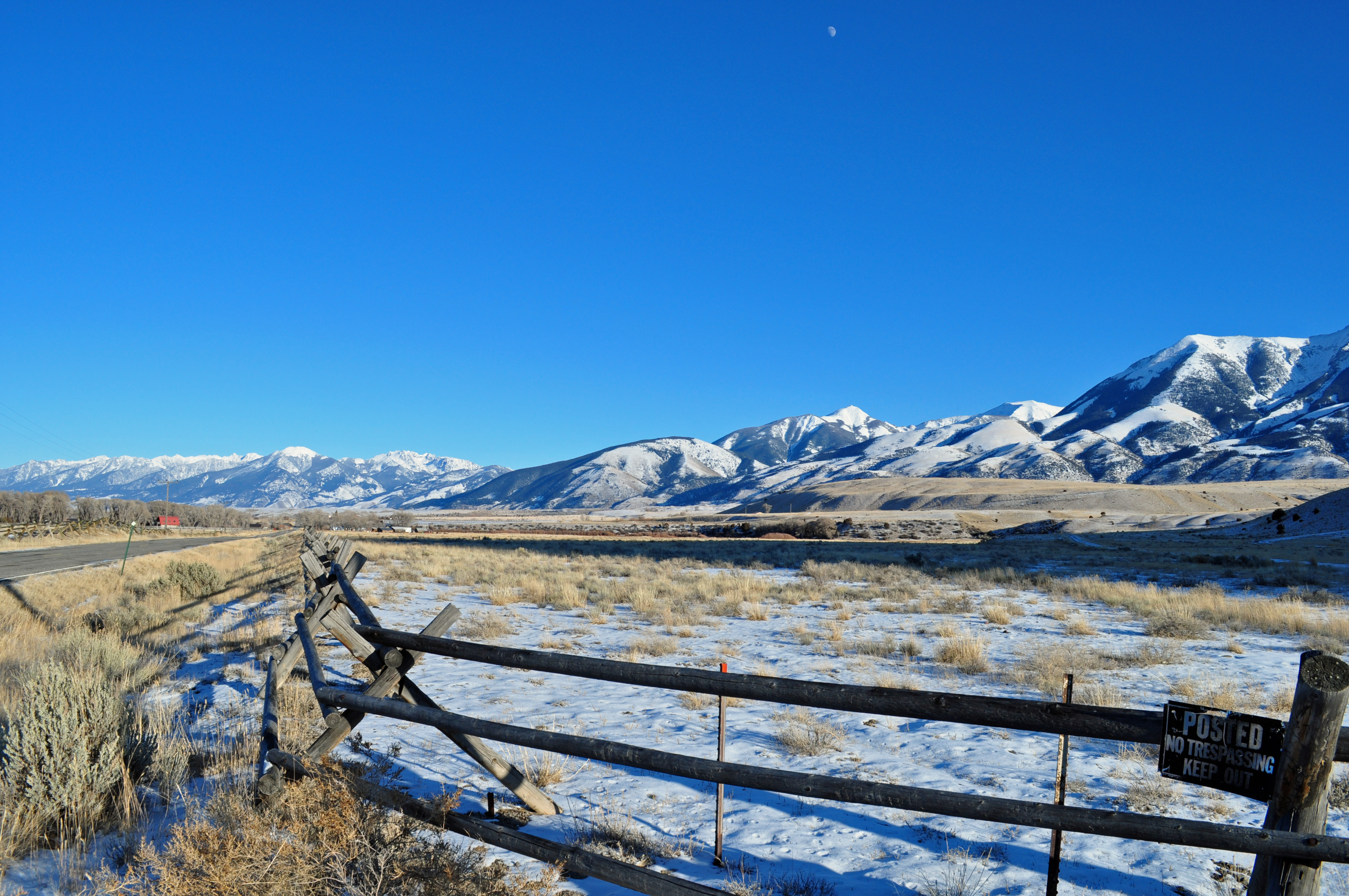
Westelijke zijde van de Absaroka Range in "Paradise Valley" (nabij het gehucht Emigrant

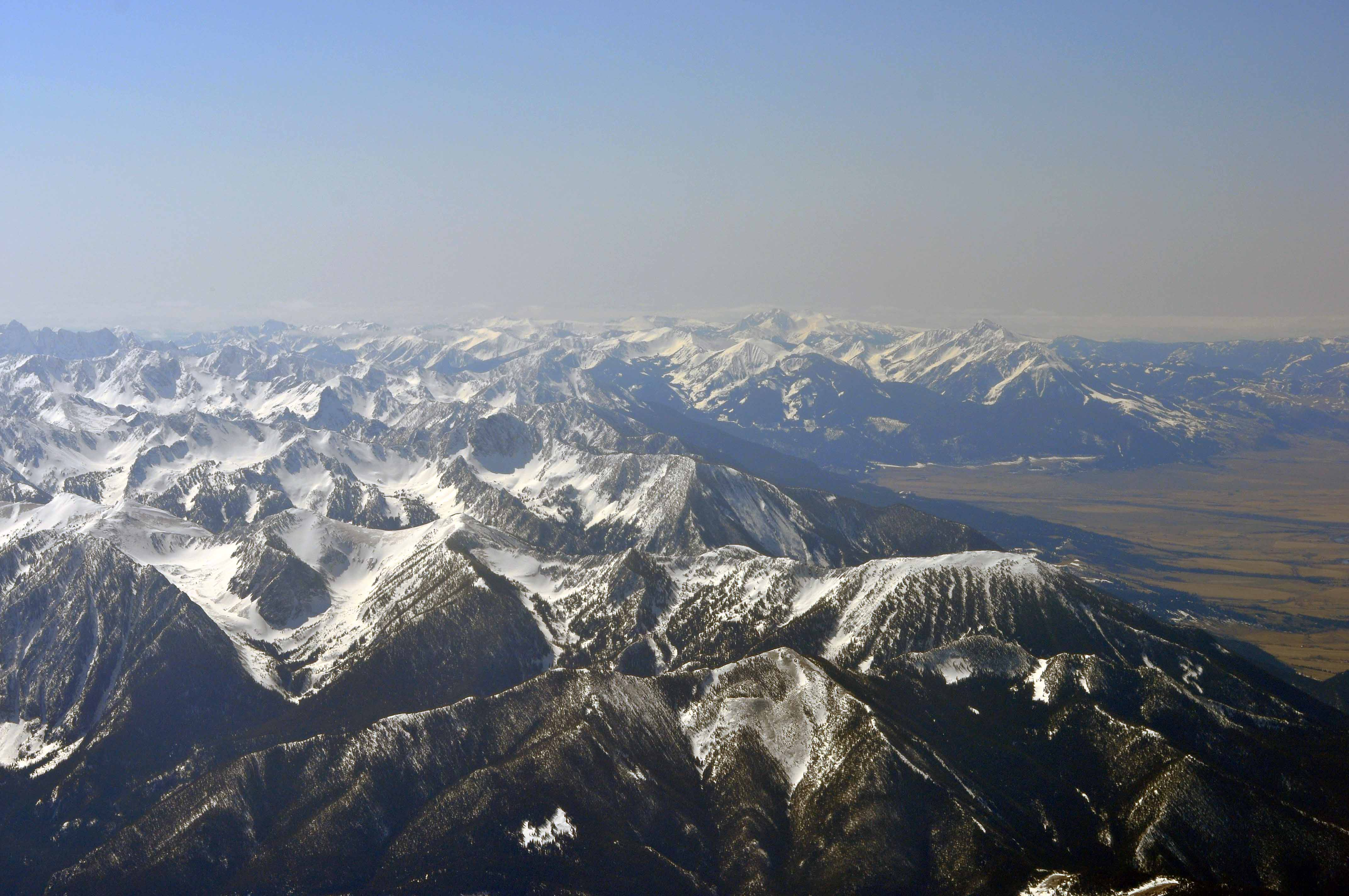
De noordelijke Absaroka Range nabij Livingston in 2010

De Absaroka Range is een bergketen die onderdeel is van de centrale Amerikaanse Rocky Mountains. De bergketen is ongeveer 240 kilometer lang en loopt van centraal westelijk Wyoming tot het centrale zuiden van Montana. Op hun breedste punt is de bergketen zo'n 120 kilometer breed. Tezamen met het bekende Tetongebergte, de Gallatin Range, de Bighorn Mountains en de Wind River Range behoort de Absaroka Range tot een groep bergketens in de ruime omgeving van Yellowstone National Park. Zo vormt de Absaroka Range de oostelijke grens van Yellowstone National Park langs Paradise Valley. De Absaroka Range vormt eveneens de westelijke zijde van het Bighorn Basin.
In het zuiden grenst de bergketen aan de Wind River Range. De noordelijke rand van de bergketen ligt net langs de Interstate 90 nabij Livingston.

## Naam
De bergketen werd vernoemd naar de Crow-indianen. "Absaroke" was de naam die de Hidatsa (een volk in North Dakota) gaven aan de Crow-indianen. Absaroke betekent in het Hidatsa "kinderen van groot-gebekte vogel". De Crows zelf noemden de bergen "Awaxaawe Báaxxioo".

## Bescherming
Een groot deel van de Absaroka Range is beschermd gebied en maakt deel uit van Yellowstone National Park, Bridger-Teton National Forest, Custer National Forest, Gallatin National Forest en Shoshone National Forest. In al deze gebieden zijn er delen als wildernis aangeduid. In de National Forests zijn dit de Absaroka-Beartooth Wilderness, North Absaroka Wilderness, Teton Wilderness en Washakie Wilderness.